# شهرستان بیجی
شهرستان بیجی (به عربی: قضاء بیجی) یک شهرستان و منطقهٔ مسکونی در عراق است که در استان صلاح‌الدین واقع شده‌است.